# 皇居勤労奉仕
皇居勤労奉仕（こうきょきんろうほうし）は、皇居にて行われる清掃や除草のボランティア活動。

## 概要
満15歳から75歳までの「自分の健康に責任を持てる人」で構成された、15人以上40人以内での団体として参加することになる。奉仕期間は祝日が含まれない連続する平日の4日間（月曜・火曜・水曜・木曜か火曜・水曜・木曜・金曜）で、8時45分から15時30分まで宮内庁職員の指示に従って作業にあたる（昼食・休憩時間を含む）。夏場の7月、8月や年末年始（12月16日から翌1月15日まで）は受け入れていない（学生で構成された団体を除く）。交通費や宿泊代、昼食代は全額自己負担である。
1945年（昭和20年）12月、東京大空襲で焼失した明治宮殿の跡片付けをしたいと宮城県栗原郡の青年団60人が宮内省に申し出て、3日間焼け跡の整理に当たったのが最初とされている。それを知った昭和天皇が青年たちのもとに現れて直接労をねぎらったが、そのことが新聞で報道されると全国から作業希望者が殺到し、現在まで各団体が勤労奉仕団として皇居の清掃にあたるようになった。
活動参加者には天皇から賜物として和菓子や皇室パンフレットが配布される。2005年（平成17年）まで勤労奉仕団には恩賜のたばこが支給されていたが、喫煙環境の変化から2005年（平成17年）からは和菓子等に切り替えられるようになった。皇居内売店では菊紋が入ったネクタイやお菓子類などの限定グッズも購入可能である。また、清掃作業の合間に宮内庁職員の案内で皇居内の建物を見学できることもある。奉仕団が天皇から直接、労いの言葉を受ける「御会釈」があることもあるが、天皇の公務や病気などで行われないこともある。